# Seudre
La Seudre è un corso d'acqua francese che scorre nel dipartimento della Charente Marittima, regione della Nuova Aquitania, nel Saintonge, sfociando nel Golfo di Biscaglia (Oceano Atlantico).

## Geografia
Ruscello insignificante dopo la sua sorgente, la Seudre termina il suo corso con un importante estuario.
Esso nasce a 3 chilometri a sudovest di Saint-Genis-de-Saintonge a Saint-Antoine e scompare del tutto in estate per un percorso da 2 a 3 chilometri. Fino a Saujon, non è che un magro filo d'acqua. Nel porto di Ribérou, a Saujon, il ponte a chiuse (il pont des eaux contraires) segna la separazione delle acque: quelle dolci verso monte, quelle salmastre nel porto e nel canale verso L'Éguille e l'estuario. Così, l'influenza delle maree si fa sentire fino al porto di Ribérou.

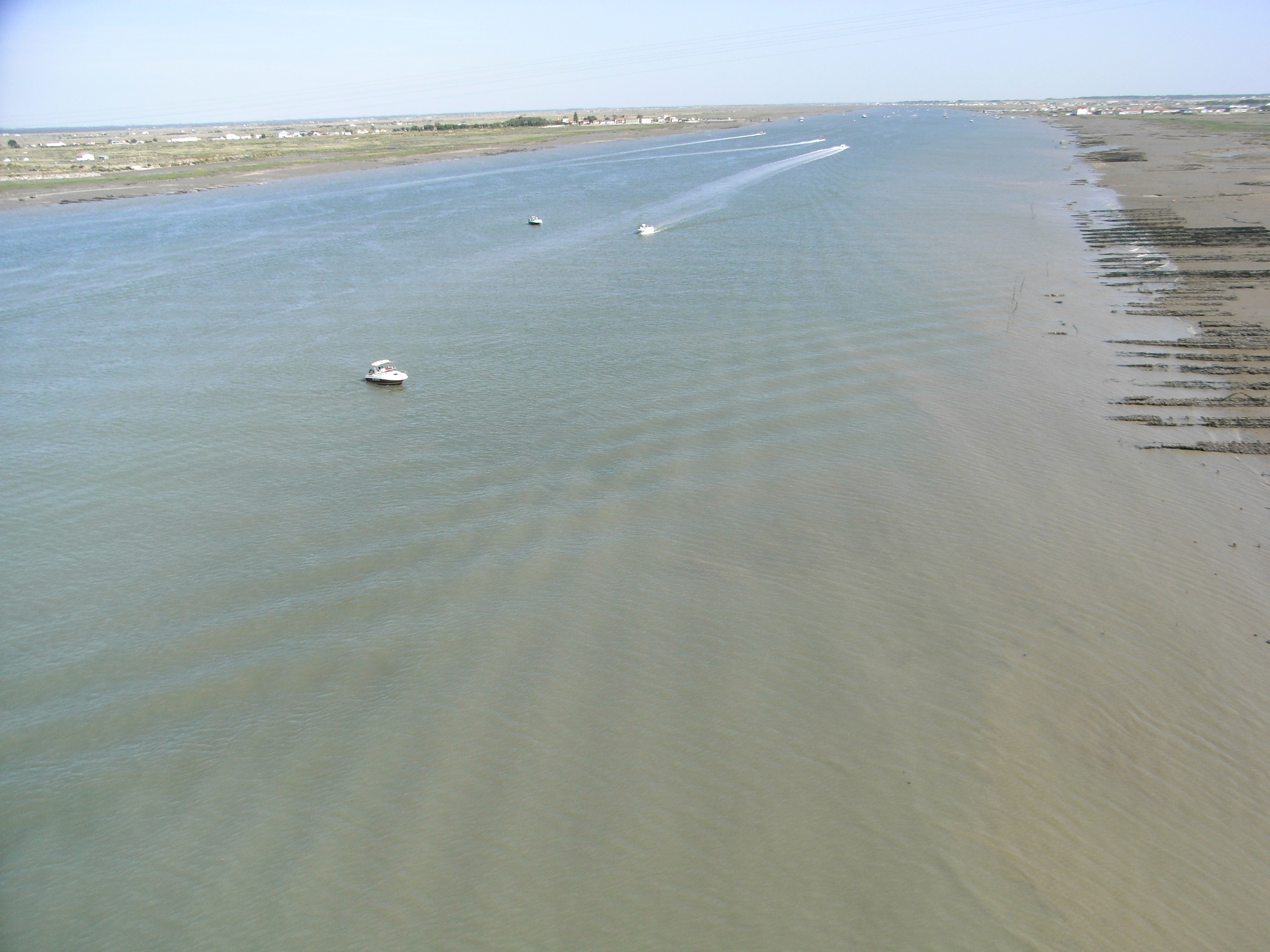
L'estuario della Seudre all'altezza di La Tremblade.

La Seudre raggiunge il pertuis de Maumusson, a nord della piccola penisola di Arvert, tra le città di Marennes-Hiers-Brouage a est e La Tremblade a ovest.
L'estuario della Seudre è delimitato dai marais de la Seudre in parti composte da antiche saline, ove sono installati i bacini di mitilicoltura che consentono l'affinamento delle ostriche (in ostricoltura).

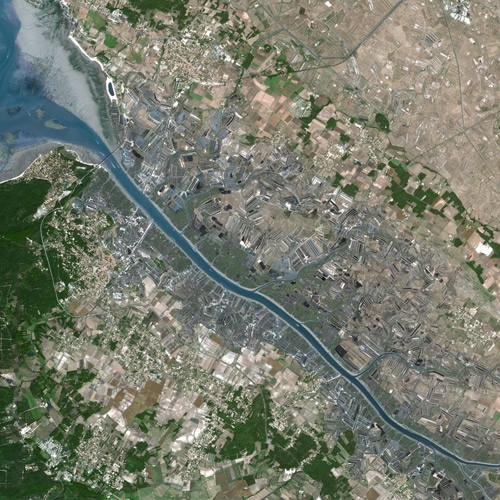
L'estuario visto dal satellite SPOT.

L'estuario della Seudre è, insieme all'isola d'Oléron, il luogo di denominazione delle ostriche Marennes-Oléron.
La lunghezza del suo corso è di 68 chilometri.

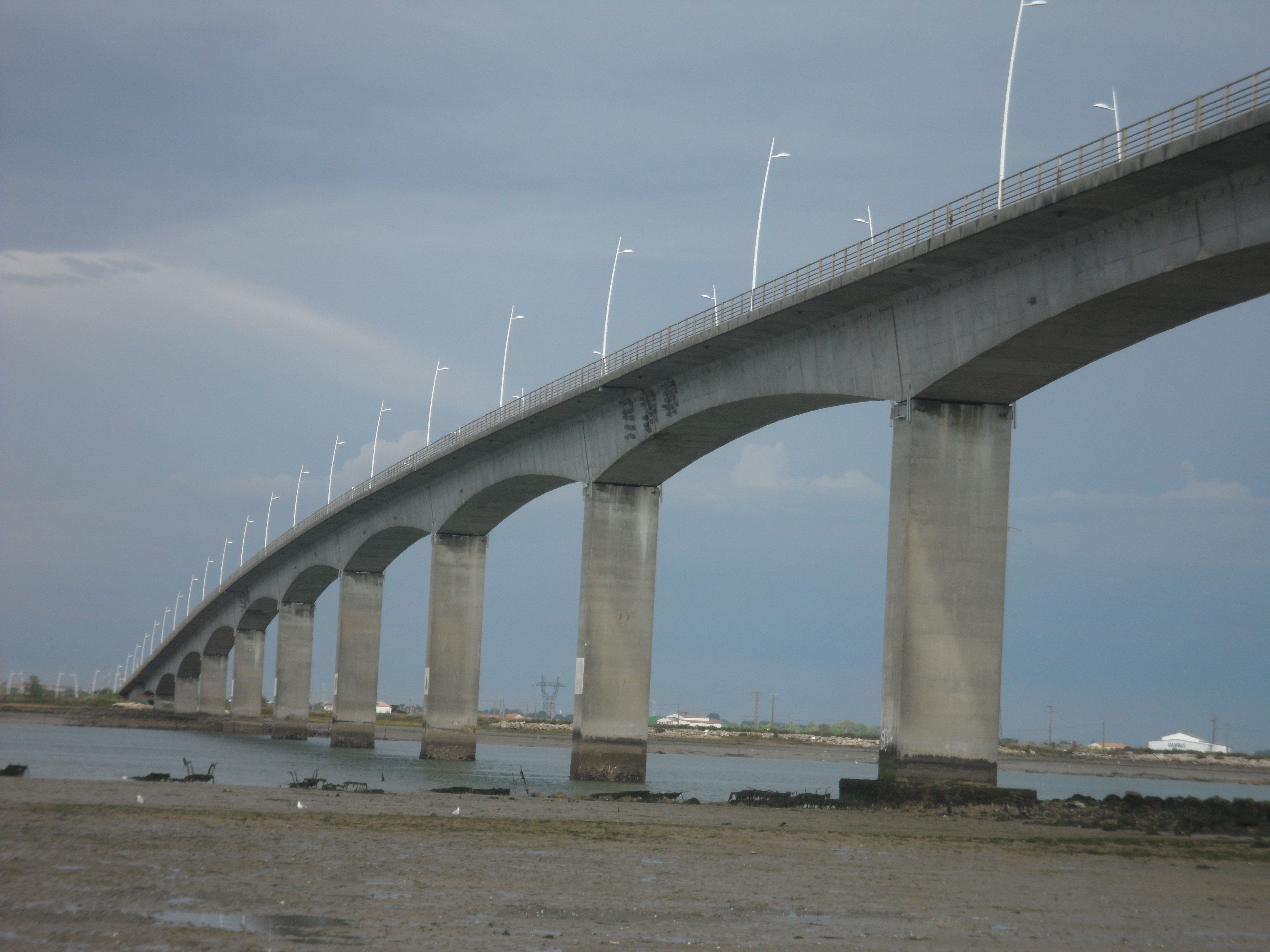
Il ponte della Seudre visto dalla Tremblade

L'autostrada francese A10 passa al di sopra della Seudre a livello del comune di Bois, nei pressi della sua sorgente. Un ponte lungo un chilometro attraversa il suo estuario tra Marennes-Hiers-Brouage e La Tremblade.

## Principali affluenti
La Seudre ha 35 tributari ufficiali tra cui 2 rami e 3 canali:
- il petit canal, il canal de Dercie al Gua, e il canal la course[3].

La Seudre è collegata alla Charente dal Canale dalla Charente alla Seudre o canale della Bridoire via canale di Marennes.

## Comuni e cantoni attraversati
26 comuni e 6 cantoni, tutti situati nella Charente Marittima, sono attraversati da questo fiume costiero. Da monte a valle, a partire dalla sorgente, si tratta dei seguenti comuni:
Saint-Genis-de-Saintonge (sorgente), Bois, Champagnolles, Saint-Germain-du-Seudre, Virollet, Gémozac, Cravans, Saint-André-de-Lidon, Montpellier-de-Médillan, Thaims, Meursac, Corme-Écluse, Saint-Romain-de-Benet, Le Chay, Saujon e L'Éguille ove inizia l'estuario.
Dall'Éguille, il fiume si allarga e diviene un ampio estuario che separa i comuni della riva destra da quelli della riva sinistra.
I comuni sulla riva destra sono, da monte a valle: Le Gua, Nieulle-sur-Seudre, Saint-Just-Luzac e Marennes, dove finisce l'estuario.
I comuni della riva sinistra sono, da monte a valle, i seguenti: Mornac-sur-Seudre, Breuillet, Chaillevette, Étaules, Arvert e La Tremblade, dove finisce l'estuario.
In termini di cantoni, la Seudre nasce nel cantone di Saint-Genis-de-Saintonge, attraversa i cantoni di Gémozac, Saujon, Royan Ovest e al suo estuario tra i cantoni di  Marennes e La Tremblade.